# Tercio de Montserrat
El Tercio de Requetés de Nuestra Señora de Montserrat —o simplemente Tercio de Montserrat— fue una unidad militar compuesta por requetés carlistas, principalmente catalanes, que participó en la guerra civil española.
Constituyó una de las unidades militares del bando sublevado más famosas y condecoradas de la contienda, y destacó por su participación en el Frente de Aragón y en la batalla del Ebro. El Tercio es reconocido en la historiografía como la unidad franquista que durante la contienda sufrió un mayor número de bajas en porcentaje. El número total de efectivos que lucharon en el Tercio está estimado en al menos 1.600 (de un total de 60.000 requetés.

## Orígenes y formación
Poco antes del estallido de la contienda, la organización del Requeté en Cataluña tenía una fuerza estimada de 3000 voluntarios de primera línea y alrededor de 15 000 más en unidades auxiliares. Poco después de producirse el golpe de Estado de julio de 1936, que fracasó completamente en Cataluña, estos militantes se encontraron en total desorden: algunos murieron, otros fueron capturados, muchos se escondieron y los que pudieron, huyeron de la región.
En el momento de producirse el Golpe de Estado la consigna interna de los carlistas era la de encontrarse en Pamplona, por lo que muchos cruzaron la frontera francesa y llegaron a la zona sublevada. La intención era formar un cuerpo militar propio de acuerdo a la tradición carlista, aunque a medida que avanzó la contienda las distintas unidades carlistas fueron integradas en el Ejército franquista. Los antiguos líderes carlistas catalanes Mauricio de Sivatte y José María Cunill acuñaron la idea de formar una unidad de combate propia a partir de los carlistas catalanes "exiliados", separada de las demás fuerzas del Bando sublevado. Inicialmente la unidad iba a ser denominada en honor a San Jorge, pero septiembre se acabó escogiendo a la Virgen de Montserrat. El 3 de diciembre de 1936 se formó a todos los efectos el tercio de requetés, llamado Tercio de Nuestra Señora de Montserrat, bajo la dirección inicial de José María Cunill. Hasta comienzos de 1937 la unidad no estuvo plenamente organizada. De acuerdo a lo que se hacía en otras unidades, fueron nombrados oficiales del Ejército de predilección carlista para que formaran el núcleo de mando del tercio.

### Organización
Hasta enero de 1938 el Tercio formó parte de la V División Orgánica de Zaragoza, primero, y luego del V Cuerpo de Ejército que estaba integrado en el Ejército del Norte. Posteriormente fue asignado a otras unidades —entre otras, a una división de caballería, una brigada de reserva y una división compuesta por regulares marroquíes—. En 1938, el Tercio fue transportado por ferrocarril hasta la zona de Extremadura y quedó incorporado a la 74.ª División, unidad a la que permaneció asignado durante el resto de la contienda.
A comienzos de la primavera de 1937 la unidad aumentó su tamaño hasta disponer de 200 soldados, divididos en dos compañías; esta estructura continuó manteniéndose hasta su destrucción en Codo, en agosto de 1937. En términos numéricos el Tercio era equivalente a un batallón regular del Ejército, aunque en comparación, el Tercio contaba con menor entrenamiento y estaba peor equipado. La mayoría de sus soldados no fueron sometidos al entrenamiento regular del ejército, y su formación militar se veía reducida a unos meses —en algunos casos, unas pocas semanas— de ejercicios militares, ya fuera en los cuarteles o en la retaguardia del frente de combate. Durante la reconstitución del Tercio, este fue reconstruido y reestructurado en cuatro compañías regulares de infantería y una compañía de ametralladoras, sumando unos 800 soldados —incluidos 20 oficiales del Ejército—. En esta ocasión la peculiaridad fue una Sección de choque, formada en junio de 1938 y algo que hasta entonces no tenía precedentes en otras unidades carlistas. La bandera de la sección de choque era negra con la tradicional calavera de las tropas carlistas, con las aspas de borgoña sustituyendo a las tibias. En cuanto a las unidades de apoyo, estas se reducían a los servicios médicos. Tras las fuertes pérdidas sufridas durante la batalla del Ebro, el Tercio volvió a su fuerza numérica original. En mayo de 1939, poco antes de su disolución, la unidad estaba compuesta por alrededor de 900 efectivos.
El poder de fuego de la unidad descansaba principalmente en los rifles Mauser Modelo 1889, además de granadas de mano, ametralladoras y morteros (de 50 mm y 81 mm). Exceptuando momentos puntuales en que se le proporcionaba apoyo externo, el Tercio nunca dispuso de secciones de artillería o transporte propias. En contraste con lo que ocurría en las unidades del Ejército Franquista, el Tercio se comunicaban frecuentemente en el idioma catalán aunque el idioma común era el español ya que durante el verano fueron llegando voluntarios de Bilbao y de otros lugares donde no se hablaba el catalán. y las órdenes se transmitían en dicha lengua.

## Historial de operaciones

### Frente de Aragón
La nueva unidad fue enviada como guarnición al tranquilo y secundario Frente de Aragón, siendo destinada en las cercanías de Codo, a comienzos de enero de 1937.
Durante los siguientes meses tuvo una estancia tranquila, sin apenas incidencias de mención. Su bautismo de fuego tuvo lugar durante la Ofensiva de Zaragoza, en agosto de 1937, cuando el Ejército republicano trata de conquistar la capital aragonesa. En ese momento los carlistas catalanes se encuentran destacados cerca de las posiciones de los tercios carlistas aragoneses, ubicados en Belchite y también Quinto. Durante las batallas que se desarrollaron los requetés sufrieron un elevado número de muertos, perdiendo 150 hombres de los 182 que disponía la unidad y quedando prácticamente aniquilada. Sin embargo, su fuerte resistencia provocó un considerable retraso de las unidades republicanas que avanzaban hacia Zaragoza, a pesar de que Codo era un objetivo secundario. El 25 de agosto los restos del Tercio, que había desaparecido como unidad operacional efectiva, lograron evadir el cerco y se retiraron a Zaragoza. Hay constancia de que fueron terribles para ellos las últimas dos semanas de septiembre del 37 en Fuentes de Ebro resistiendo los ataques mientras iban muriendo en ese frente a la espera de los refuerzos que nunca llegaban. Años después de la contienda, en 1943, la unidad sería condecorada colectivamente con la Cruz Laureada de San Fernando por su actuación en Codo.

### Otros frentes
Entre octubre de 1937 y enero de 1938 el Tercio fue reconstruido como un batallón en la retaguardia franquista, en Torres de Berrellén, cerca de la capital aragonesa.
Posteriormente fue desplegado en el frente sur de los Montes Universales, en la región del región del Alto Tajo. La unidad permaneció en esta área hasta junio de 1938 —inicialmente en el sector Mazarete —Huertahernando, luego en Mirabueno—, tomando parte en pequeñas escaramuzas con pocas bajas. En junio el batallón fue transferido a la Sierra de Gredos (Ávila), para ser trasladado de nuevo en julio hacia Extremadura. Allí tomó parte en algunos avances menores en el río Zújar, encontrado muy poca resistencia por parte de las unidades republicanas de la zona. De hecho, la mayoría de requetés que acabaron en los hospitales lo hicieron debido al enorme calor. Cuando el 25 de julio comienza la batalla del Ebro, el Tercio es embarcado en un tren y enviado urgentemente a Cataluña.

### Batalla del Ebro
Integrado en la 74.ª División franquista, el 29 de julio el Tercio llegó a Villalba de los Arcos, entrando inmediatamente en combate en la zona de Quatre Camins. Durante las siguientes 70 horas la unidad mantuvo combates de forma constante. En estas operaciones fallecieron un capitán, cuatro alféreces, seis sargentos y cincuenta hombres, mientras que otros ciento sesenta y tres efectivos resultaron gravemente heridos. Los combates se alargaron por espacio de diez días, logrando mantener Villalba. El 9 de agosto los requetés catalanes fueron relevados por fuerzas de la 13.ª División.

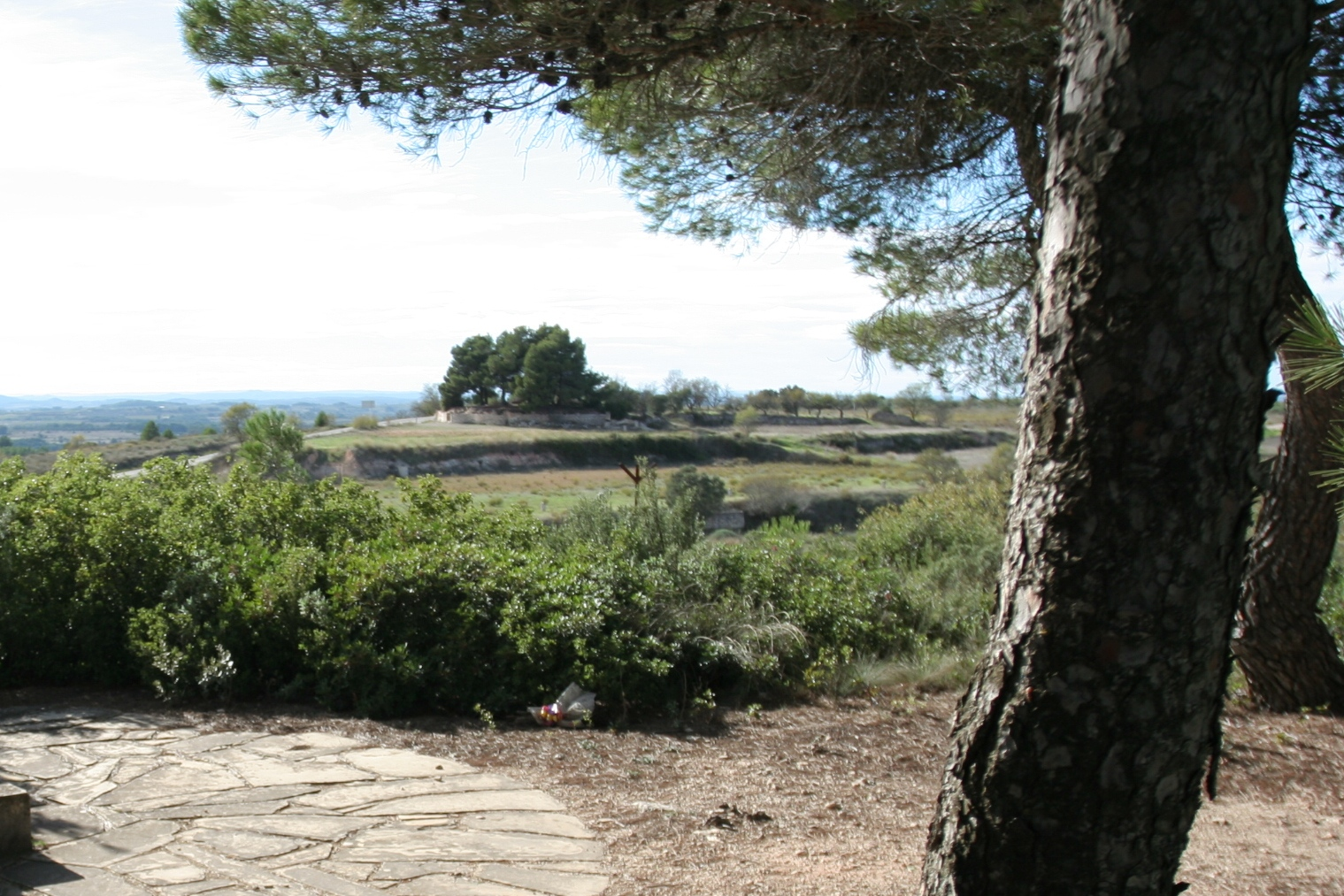
La Cota 481 en la actualidad

El 19 de agosto el Tercio protagoniza el asalto a la llamada posición «Targa» o cota 481, situada en el cruce de las carreteras que enlazaban Villalba de los Arcos, Corbera de Ebro, la Fatarella y Gandesa, y que se encontraba defendida por la 60.ª División republicana y por una brigada de la 3.ª División, la 31.ª BM. Durante la mañana del día 19 los defensores republicanos fueron sometidos a un intenso fuego artillero y aéreo, aunque en la práctica no se vieron afectados; al mediodía los requetés, desde sus posiciones en Cuatro Caminos, se encaminaron al asalto de la posición Targa. Sin embargo, la unidad no recibió el apoyo esperado por parte de los batallones «Ceuta» y «Bailén», por lo que los requetés se vieron sometidos al intenso fuego de las ametralladoras republicanas. Bajo el fuego enemigo, el Tercio tuvo 58 muertos y 170 heridos, quedando prácticamente deshecho. En ese momento el Tercio sólo conservaba 215 de sus 850 efectivos con los que llegó al Ebro. La posición Targa sería finalmente capturada al anochecer de aquel día, después de que los republicanos abandonaran la posición debido a la fuerte presión enemiga. La unidad mantuvo más combates durante los siguientes días, hasta el 30 de agosto, sufriendo en ese tiempo unas bajas que alcanzaron los 150 muertos y 700 heridos.
Durante los siguientes meses Tercio permaneció situado en la orilla del Ebro realizando misiones de vigilancia y patrulla, mientras recibía refuerzos y nuevos reclutas.

### Final de la contienda
A mediados de diciembre de 1938, desde Fatarella el Tercio fue transportado en trenes y a comienzos 1939 fue desplegado al sur de Extremadura, para hacer frente a la última ofensiva republicana de la contienda. Varias semanas después, durante la contraofensiva franquista, la unidad capturó Valsequillo antes de volver a ser trasladada por tren, esta vez a Navalmoral. Luego fue transferida a Chozas de Canales (Toledo) y a finales de marzo fue traslada en camiones a Albarreal de Tajo, tras lo cual tomó parte en la llamada «Ofensiva final» y avanzó en  el interior de la zona republicana sin encontrar ninguna resistencia.
El 1 de abril de 1939, con el hundimiento y la derrota de las fuerzas republicanas, se declaró el final de la contienda.Tras ello, el Tercio permaneció situado en Castilla occidental hasta que fue enviado a la capital y participó junto a otras unidades franquistas en el Desfile de la Victoria de Madrid, el 19 de mayo de 1939. Después, volvió a trasladarse. El 31 de julio entró en Barcelona, tomando parte en varias celebraciones locales hasta que la unidad fue estacionada en los cuarteles de Jaime I. La desmovilización de efectivos tuvo lugar hasta mediados de septiembre, mientras que los miembros restantes fueron transferidos a los cuarteles de Moncada. El Tercio fue disuelto oficialmente el 26 de octubre de 1939, y sus miembros licenciados después de una subida a la montaña de Montserrat, donde entregaron la bandera del Tercio al monasterio.

## Composición social
Una parte importante del tercio estuvo compuesto por jóvenes procedentes de familias acomodadas, muy religiosas y de tradición carlista.
La escasez de datos oficiales impide establecer con certeza la base social de los miembros de la unidad. De acuerdo con la información disponible, alrededor del 55 % de sus miembros eran de clase trabajadora, la mayoría de los cuales eran campesinos —eran un 25 % del total—, aunque también había trabajadores industriales, artesanos y/o asalariados. El siguiente grupo más numeroso estaba compuesto por profesionales asalariados —estos eran un 29 % del total—. Los miembros del tercio identificados como «propietarios» constituían el 10 %, aunque muchas veces no está claro qué significa esta categoría (posiblemente, la mayoría de estos eran terratenientes).
En torno al 83 % de los requetés eran hombres de entre 18 y 30 años de edad, la mayoría de los cuales tenían alrededor de 21-25 años —un 35 % del total—. Otro 13 % eran varones entre 30 y 40 años de edad, mientras que el grupo restante estaba formado por menores de 18 años —muy pocos casos— y mayores de 40 años. Llegó a haber dos casos en que padre e hijo sirvieron en la misma unidad, además de otros nueve casos en que hermanos germelos sirvieron en el tercio e, incluso, un caso de trillizos que se alistaron. Los datos disponibles arrojan que el 91 % de los miembros del tercio procedían de Cataluña, aunque el porcentaje restante procedía de las islas Baleares o incluso de sitios como las Islas Canarias o Galicia. Las dos provincias catalanas con mayor representación en la unidad eran Gerona (35 %) y Barcelona (31 %), mientras las otras provincias tenían porcentajes menores: un 16 % procedía de la provincia de Lérida, y un 8 % procedía de la provincia de Tarragona.

## Mandos

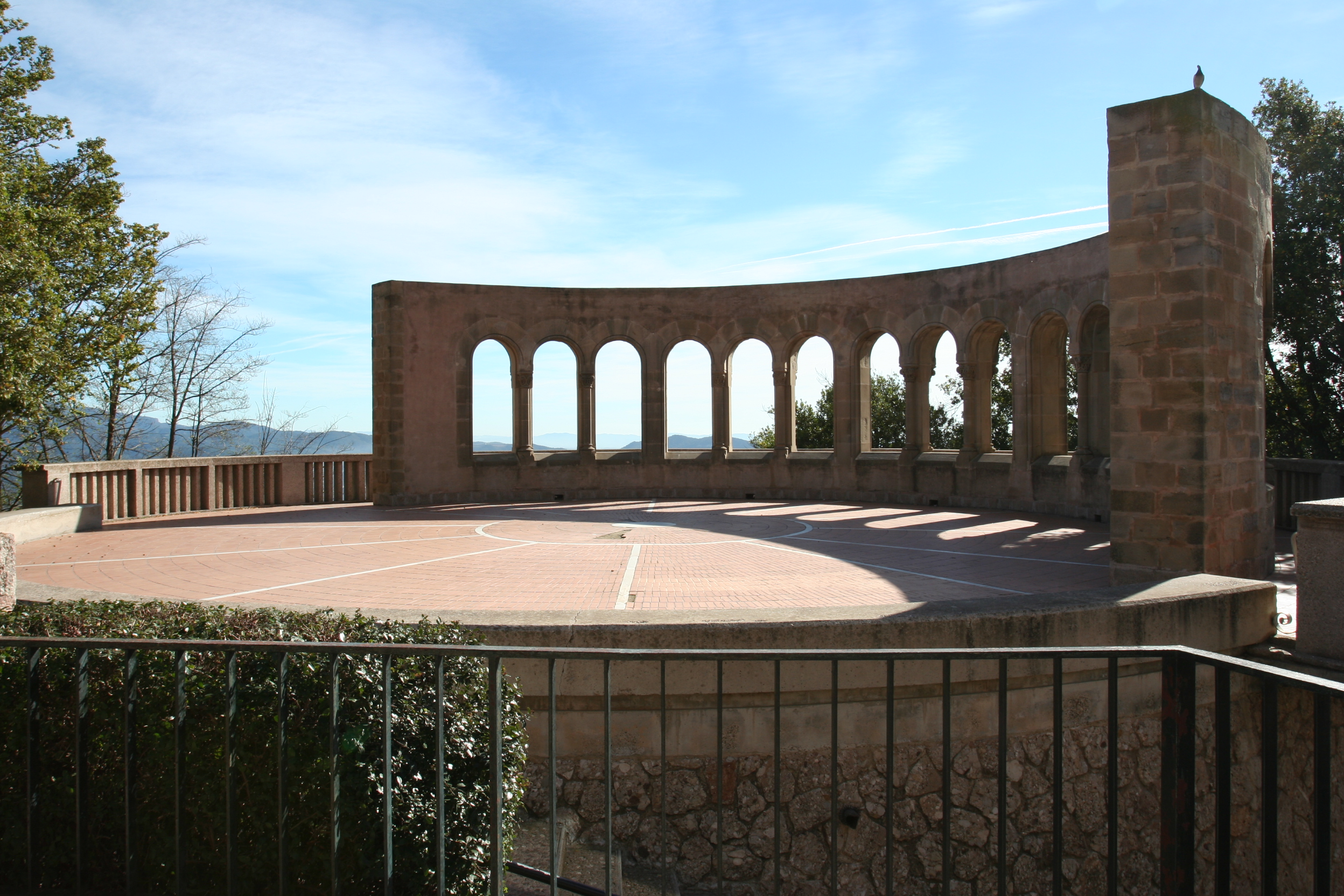
Mausoleo del tercio junto al monasterio de Montserrat.

| Comandantes              |            |                                          |
| Comienzo                 | Rango      | Nombre                                   |
| 15 de diciembre de 1936  | capitán    | Enrique Monteys Carbó                    |
| 3 de agosto de 1937      | teniente   | Alfonso Fenollera González (provisional) |
| 21 de agosto de 1937     | teniente   | Francisco Roca Llopis (muerto en acción) |
| 9 de septiembre de 1937  | comandante | José Sentis Simeón                       |
| 17 de noviembre de 1937  | capitán    | Antonio de Ibarra Montis                 |
| 29 de abril de 1938      | capitán    | Luis Quiroga Nieto                       |
| 30 de junio de 1938      | comandante | José Navas Sanjuán                       |
| 17 de julio de 1938      | capitán    | Manuel Martínez Millán de Priego         |
| 29 de agosto de 1938     | alférez    | José Daunis (provisional)                |
| 22 de septiembre de 1938 | comandante | Norberto Baturone Fernández              |
| 4 de noviembre de 1938   | teniente   | José M. Molinet Calverol (provisional)   |
| 27 de diciembre de 1938  | comandante | Antonio Miranda Guerra                   |

### Pie de página
1. 1 2  Seidman, 2011, p. 77.
2. ↑  Payne, 1996, p. 133.
3. ↑  Aróstegui, 2013, pp. 830-831.
4. ↑  Vallverdú i Martí, 2014, p. 32.
5. ↑  Canal, Jordi (2006). Banderas blancas, boinas rojas : una historia política del Carlismo, 1876-1939. Marcial Pons. p. 329. ISBN 978-84-15817-92-5. OCLC 706425956. Consultado el 30 de enero de 2022.
6. ↑  "El número de requetés encuadrados en los Tercios o en otras unidades menores y de segunda línea, pasó de los 70.000 en algunos momentos", Luis Redondo, Juan de Zavala, El requeté: la tradición no muere, Madrid 1957, p. 379;La propaganda Carlista propaganda habló de 100.000 ("cien mil requetés de la última cruzada") José María Codon Fernández, Tradición y monarquia, Sevilla 1961, p. 17. Esa cifra no es aceptada académicamente. Ver también Miguel Ayuso, El carlismo en la conspiración y guerra en España, [in:] Anales de la Fundación Francisco Elías de Tejada 12 (2006), p. 164
7. ↑  Durán, 2010, p. 102.
8. ↑  Vallverdú i Martí, 2008, pp. 318-319.
9. ↑  Vallverdú, 2008, pp. 293-343.
10. ↑  Larraz y Sierra-Sesúmaga, 2011, p. 131.
11. ↑  Vallverdú, 2014, pp. 25-6.
12. ↑  Aróstegui, 2013, p. 687.
13. ↑  Clemente, 2011, p. 180.
14. ↑  Blinkhorn, 1975, p. 256.
15. 1 2 3  Cardona y Losada, 2004, p. 159.
16. ↑  Aróstegui, 2013, p. 689.
17. ↑  Aróstegui, 2013, p. 693.
18. 1 2  Aróstegui, 2013, pp. 693-694.
19. 1 2  Aróstegui, 2013, p. 695.
20. 1 2  Aróstegui, 2013, pp. 689-691.
21. 1 2  Aróstegui, 2013, p. 694.
22. ↑  «Tercio de Nuestra Señora de Montserrat». Consultado el 5 de noviembre de 2020.
23. 1 2  Aróstegui, 2013, p. 701.
24. 1 2  Aróstegui, 2013, p. 702.
25. ↑  Aróstegui, 2013, p. 697.
26. 1 2  Aróstegui, 2013, pp. 694, 697.
27. ↑  Martorell Pérez, 2009, p. 126.
28. ↑  Ruiz Carnicer, 2013, pp. 305-308.
29. ↑  Michonneau y Núñez Seixas, 2014, pp. 127-154.
30. ↑  Seidman, 2011, pp. 52-53.
31. ↑  Canal i Morell, 2006, p. 330.
32. ↑  Aróstegui, 2013, pp. 691-692.
33. ↑  Aróstegui, 2013, pp. 703-4.
34. ↑  Aróstegui, 2013, pp. 692-693.
35. ↑  Aróstegui, 2013, pp. 694-695.
36. ↑  Aróstegui, 2013, pp. 694-696.
37. ↑  Aróstegui, 2013,, p. 696.
38. ↑  Quirós, 2009, p. 50.
39. 1 2  Cardona y Losada, 2004, p. 161.
40. ↑  Aróstegui, 2013, pp. 696-697.
41. ↑  Mezquidá y Gené, 1974, p. 111.
42. 1 2  Quirós, 2009, p. 56.
43. ↑  Quirós, 2009, pp. 50 y ss..
44. ↑  de Gaulle, 1973, p. 172.
45. ↑  Mezquidá y Gené, 1974, pp. 141-151.
46. ↑  Sánchez Cervelló, 2005, p. 51.
47. ↑  Martorell Pérez, 2009, p. 130.
48. ↑  Aróstegui, 2013, pp. 697-701.
49. ↑  Vallverdú, 2014, pp. 31-32.
50. ↑  Martorell Pérez, 2009, p. 65.
51. ↑  Aróstegui, 2013, pp. 702-703.
52. 1 2  Aróstegui, 2013, p. 703.
53. ↑  Alcalde, 2014, p. 186.
54. 1 2  Vallverdú, 2014, p. 32.
55. ↑  Vallverdú, 2014, p. 33.
56. ↑  Vallverdú, 2014, p. 37.
57. ↑  de Lizarza, 2001, p. 148.
58. ↑  Vallverdú, 2014, pp. 38-39.
59. ↑  Vallverdú, 2014, p. 39.
60. ↑  Aróstegui, 2013, pp. 684-704.